# Iduna (släkte)
Iduna är ett fågelsläkte i familjen rörsångare inom ordningen tättingar. Släktet omfattar sex arter som förekommer i södra Europa, Afrika och Asien österut till Mongoliet:
- Stäppsångare (I. caligata)
- Saxaulsångare (I. rama)
- Eksångare (I. pallida)
- Macchiasångare (I. opaca)
- Berggulsångare (I. similis)
- Afrikansk gulsångare (I. natalensis)

Arterna placerades tidigare i släktena Chloropeta (similis, natalensis) och Hippolais (övriga). Även tjocknäbbad sångare, tidigare i Acrocephalus, placerades ett tag i Iduna, men förs numera vanligen till det egna släktet Arundinax.